# Deugdethiek
Deugdethiek of deugdenethiek is een tak van de filosofie die zich bezighoudt met de vraag: 'hoe te leven?' Het antwoord op deze vraag naar 'het goede leven' wordt geformuleerd in termen van deugd, doel (telos) en eudaimonía (geluk). Verschillende filosofen hebben zich beziggehouden met de deugdethiek, zoals Thomas van Aquino, David Hume, Friedrich Nietzsche, Elizabeth Anscombe, Philippa Foot, Mary Midgley, Alasdair MacIntyre, Martha Nussbaum, John McDowell, Rosalind Hursthouse e.a. Over het algemeen worden Socrates, Plato en Aristoteles echter gezien als het beginpunt van de deugdethische traditie. Bij de behandeling van de deugdethiek wordt vaak van Aristoteles' Ethica Nicomachea gebruikgemaakt.

## Aristoteles
Aristoteles werkte zijn deugdethiek voornamelijk uit in de Ethica Nicomachea. De titel van dit werk, letterlijk vertaald 'ethiek van Nicomachus', verwijst naar zijn zoon die zijn aantekeningen over de ethiek redigeerde.

### Teleologie en handelen
Aristoteles' deugdethiek is teleologisch. Dit betekent dat zij de logica van het doel (telos) volgt. Ze veronderstelt dat mensen handelen omwille van een doel, dat zij beoordelen als het goede. Mensen zijn in hun handelen dus altijd gericht op een goed. Het hoogste goed is het uiteindelijke doel van het handelen.  
Aristoteles stelt dus dat al het menselijk handelen gericht is op een doel. Hij onderscheidt daarbij twee vormen van handelen: poièin en pratein, met als zelfstandige naamwoordwoorden respectievelijk poetie en praxis. Een poietische handeling is gericht op een buiten de handeling liggend doel: zodra het doel bereikt is, houdt de handeling op. Bijvoorbeeld, zodra de tafel af is ben je klaar met timmeren. Een praxis is echter een handeling waarvan het doel in het handelen zelf ligt. Een spel dient zijn doel enkel tijdens het spelen, het plezier dat het spel oplevert verdwijnt zodra het spelen stopt. Het type handelen waarover de deugdethiek gaat is handelen opgevat als praxis. Ze beschouwt het leven als de omvattende praxis. 
Het hoogste doel van leven (opgevat als omvattende praxis) noemt Aristoteles geluk. Wanneer we iemand blijven vragen waarom hij een bepaalde handeling stelt, zal hij uiteindelijk antwoorden: omdat me dat gelukkig maakt. Aristoteles karakteriseert geluk - opgevat als hoogste doel in het leven zelf - op drie manieren: 1. als zo veel mogelijk plezier en zo min mogelijk pijn; 2. als erkend, of geëerd worden door anderen; 3. als het kennende begrijpen. Voor Aristoteles zijn alle drie de vormen van geluk belangrijk. Hoewel volgens hem het begrijpen de hoogste vorm van geluk is, is het niet de enige vorm van geluk die nagestreefd dient te worden.

### Geluk
Deze drie vormen van geluk komen samen in de definitie van geluk zoals Aristoteles die geeft: de voortreffelijke inwerkingzetting van het zelf, ofwel: optimale zelfverwerkelijking. Deze definitie bevat twee belangrijke elementen: het zelf, en het optimale. 
Het zelf wordt gekarakteriseerd in het hebben van rede (logos). Deze rede bestaat in de mens op twee wijzen: 1. Als zuiver intellectuele rede; 2. Als vermengd met natuurlijke verlangens. Aristoteles, als realistisch denker, erkent beide vormen van redelijkheid en wijst de tweede vorm niet af (zoals andere filosofen soms wel doen).
Het optimale beschrijft Aristoteles in termen van voortreffelijkheid, excellentie en uitstekendheid. De latijnse term hiervoor is virtus, wat in het Nederlands vertaald wordt met deugd. 

### Deugd
De deugd is bij Aristoteles de optimale verwerkelijking van de twee vormen van het zelf. Het is dus de meest voortreffelijke verwerkelijking van de menselijke rede als zuiver intellectuele rede en als met natuurlijke verlangens vermengde rede. Aristoteles definieert de deugd als 'een houding die ons in staat stelt ons handelingen voor te nemen, en die het midden houdt in relatie tot ons, een midden zoals dat bepaald is door een overleg en wel zoals een verstandig mens het zou bepalen.' (Aristoteles, Ethica Nicomachea, Boek 2, hoofdstuk 6, 1106 b 36-1107 a 2). 
De deugd is dus in de eerste plaats geen handeling, maar een karaktertrek. Deze maakt dat je als vanzelf - of: overeenkomstig je natuur - kiest voor het goede. De deugd is tevens het midden tussen twee tegenovergestelde extremen van de verwerkelijking van onze natuurlijke mogelijkheden. Een deugd is dus bijvoorbeeld niet het midden tussen een beetje dapper zijn en heel erg dapper zijn, maar tussen lafheid en overmoedigheid (het gulden midden). Belangrijk ook om te zien in deze definitie is dat Aristoteles geen absoluut midden erkent, maar dat dit midden per situatie en per handelende mens verschilt. Ten slotte zegt de definitie dat we de deugd als midden belichaamd zien in het voorbeeldige leven van de verstandige mens. Voorbeeldig kan hierbij ook letterlijk begrepen worden: we kunnen deugdelijk handelen herkennen in het leven van anderen die ons tot voorbeeld zijn.
Vier bijzondere deugden zijn de kardinale deugden. 'Kardinaal' komt van het latijnse cardo, hetgeen 'scharnierpin' betekent. Kardinale deugden zijn dan ook deugden die onmisbaar zijn voor een deugdelijk leven. Deze deugden zijn zo belangrijk omdat ze in elke mogelijke andere deugd aanwezig zijn. De vier kardinale deugden zijn moed, gematigdheid, verstandigheid en rechtvaardigheid.

## Aanbevolen literatuur
- Aristoteles, Ethica Nicomachea, Groningen: Historische Uitgeverij, 1999.
- Anscombe, G.E.M., Modern Moral Philosophy, in: The Collected Philosophical Papers of G.E.M. Anscombe, Oxford: Blackwell, 1981.
- MacIntyre, A., After Virtue. A Study in Moral Theory, Notre Dame: University of Notre Dame Press, 1981.
- Van Tongeren, P., Geluk, deugd, plicht, keuze, Nijmegen: Roelants, 2007.
- Van Tongeren, P., Deugdelijk Leven - Een inleiding in de deugdethiek, Amsterdam: SUN, 2003.
- Verhofstadt, D., Atheïsme als basis voor de moraal, Antwerpen: Houtekiet, 2013